# Letheobia largeni
Espèce
Letheobia largeni est une espèce de serpents de la famille des Typhlopidae. 

## Répartition
Cette espèce est endémique d'Éthiopie.

## Étymologie
Cette espèce est nommée en l'honneur de Malcolm John Largen.

## Publication originale
- Broadley & Wallach, 2007 : A review of East and Central African species of Letheobia Cope, revived from the synonymy of RhinotyphlopsFitzinger, with descriptions of five new species (Serpentes: Typhlopidae). Zootaxa, no 1515, p. 31–68.